# Iwan Koczergin
Iwan Wasiljewicz Koczergin (ros. Иван Васильевич Кочергин; ur. 29 grudnia 1935 w Kamieńsku Szachtyńskim, zm. 30 maja 2015) – radziecki zapaśnik walczący w stylu klasycznym. Dwukrotny olimpijczyk. Brązowy medalista z Meksyku 1968 i piąty w Rzymie 1960. Walczył kategoriach do 52 i 57 kg.
Piąty na mistrzostwach świata w 1971. Mistrz Europy w 1968 roku.
Mistrz ZSRR w 1960, 1962, 1964 i 1967; drugi w 1970; trzeci w 1965 roku. Skończył karierę w 1971. Od 2006 roku w Kamieńsku Szachtyńskim odbywa się turniej o nagrodę jego imienia.